# Pastos Bons (ort)
Pastos Bons är en ort i Brasilien.   Den ligger i kommunen Pastos Bons och delstaten Maranhão, i den östra delen av landet, 1 100 km norr om huvudstaden Brasília. Pastos Bons ligger 250 meter över havet och antalet invånare är 10 468.
Terrängen runt Pastos Bons är kuperad åt sydväst, men åt nordost är den platt. Närmaste större samhälle är Raposa, 15,1 km nordväst om Pastos Bons.
Omgivningarna runt Pastos Bons är huvudsakligen savann. Runt Pastos Bons är det glesbefolkat, med 13 invånare per kvadratkilometer.